# Белов, Сергей Сергеевич
Сергей Сергеевич Белов (род. 27 сентября 1982, Ленинград) — российский хоккеист, вратарь. Тренер.

## Биография
Воспитанник петербургского СКА. В сезонах 2000/01 — 2006/07 выступал за команду первой лиги «СКА-2». В Суперлиге за СКА провёл по одному матчу в сезонах 2000/01, 2001/02, 2004/05 и 17 матчей — в сезоне 2006/07. Также за это время играл в высшей лиге за петербургский «Спартак» в сезонах 2001/02, 2002/03, 2004/05, 2005/06. Сезон 2007/08 начал в нефтекамском «Торосе», затем перешёл в «Сибирь», за которую провёл три матча в Суперлиге.
Перед сезоном 2008/09 перешёл в клуб КХЛ «Салават Юлаев», но за два сезона только 9 раз попадал в заявку на матч, ни разу не выходя на площадку. Провёл за это время 36 матчей в «Торосе». Затем играл за команды ВХЛ «Ижсталь» (2010/11), «Лада» (2011/12), «Титан» (2012/13), «Торос» (2013/14).
Тренер вратарей в командах «Динамо» СПб (юноши, 2014/15, 2017/18), МХК «Динамо» СПб (2015/16 — 2016/17, 2018/19, 2021/22), «Сарыарка» (2019/20), «Металлург» Новокузнецк (2020/21), «Звезда» Москва (с 2022/23).